# متور (ريمة)

تعديل مصدري - تعديل

متور أو قرية متور هي قرية جبلية في عزلة حورة بمديرية الجبين التابعة لمحافظة ريمة اليمنية، بلغ تعداد سكانها 220 نسمة حسب إحصاء اليمن لعام 2004.

## المحلات التابعة للقرية
- الطنبة
- العمارة
- المحل
- الموره
- النور
- الحجار

## روابط خارجية
- الدليل الشامل